# Orimarga (Orimarga) pictula
Orimarga (Orimarga) pictula is een tweevleugelige uit de familie steltmuggen (Limoniidae). De soort komt voor in het Australaziatisch gebied.